# Michel Celaya
Pour les articles homonymes, voir Celaya.
Pas d'image ? Cliquez ici

a Compétitions nationales et continentales officielles uniquement.

b Matchs officiels uniquement.
Michel Celaya, né le 4 juillet 1930 à Biarritz et mort le 1er janvier 2020 à Bayonne, est un joueur international français de rugby à XV qui évolue aux postes de deuxième ou troisième ligne aile au Biarritz olympique. Il devient ensuite entraîneur et éducateur de rugby à XV.

## Biographie
Il effectue l'essentiel de sa carrière au Biarritz olympique, avant de rejoindre le Stade bordelais puis de terminer sa carrière comme entraîneur-joueur de Mauléon.
Il obtient l'Oscar du Midi olympique (meilleur joueur français du championnat) en 1957.
Avec le XV de France avec lequel il débute en 1953, il remporte à cinq reprises le Tournoi des Cinq Nations. En 1958, il est le capitaine de l'équipe qui part défier les Springboks en Afrique du Sud lors de la  première tournée dans ce pays pour les Français. Il se fait une entorse du genou lors de la première rencontre. Malgré deux autres tentatives, dont la deuxième qui ne dure que dix minutes, il ne peut disputer le moindre test, laissant Lucien Mias occuper le poste de capitaine. Il participe ensuite au  Tournoi des cinq nations 1959, première édition remportée seule par le XV de France.
Il devient ensuite l'entraîneur du Biarritz olympique, à plusieurs reprises, et il accompagne quelques tournées françaises toujours en tant qu'entraîneur, comme en 1975 en Afrique du Sud ou en 1976 aux États-Unis où il est invité par la Fédération française de rugby.
En juin 1989, il part avec sa famille en Australie, pour y entraîner plusieurs grands clubs.
Il meurt le 1er janvier 2020 à Bayonne, à l’âge de 89 ans.

## Palmarès en équipe nationale
Michel Celaya a remporté cinq Tournois en 1954, 1955, 1959, 1960 et 1961. En 1954, c'est la première équipe française à remporter le Tournoi, en 1959, la première victoire sans partage. En 1960 et en 1961, c'est le Petit Chelem, une victoire sans défaite (trois matchs gagnés et un match nul). Michel Celaya termine une fois à la dernière place. Il termine deuxième à une reprise, troisième à une reprise et deux fois seulement au-delà de la troisième place.
| Édition           | Rang | Résultats France | Résultats Celaya | Matchs Celaya |
| ----------------- | ---- | ---------------- | ---------------- | ------------- |
| Cinq Nations 1953 | 4    | 1 v, 0 n, 3 d    | 0 v, 0 n, 2 d    | 2/4           |
| Cinq Nations 1954 | 1    | 3 v, 0 n, 1 d    | 2 v, 0 n, 0 d    | 2/4           |
| Cinq Nations 1955 | 1    | 3 v, 0 n, 1 d    | 3 v, 0 n, 1 d    | 4/4           |
| Cinq Nations 1956 | 2    | 2 v, 0 n, 2 d    | 2 v, 0 n, 2 d    | 4/4           |
| Cinq Nations 1957 | 5    | 0 v, 0 n, 4 d    | 0 v, 0 n, 4 d    | 4/4           |
| Cinq Nations 1958 | 3    | 2 v, 0 n, 2 d    | 2 v, 0 n, 1 d    | 3/4           |
| Cinq Nations 1959 | 1    | 2 v, 1 n, 1 d    | 1 v, 1 n, 0 d    | 2/4           |
| Cinq Nations 1960 | 1    | 3 v, 1 n, 0 d    | 3 v, 1 n, 0 d    | 4/4           |
| Cinq Nations 1961 | 1    | 3 v, 1 n, 0 d    | 3 v, 1 n, 0 d    | 4/4           |

Légende : v = victoire ; n = match nul ; d = défaite ; la ligne est en gras quand il y a Grand Chelem.

## Statistiques en équipe nationale
De 1953 à 1961, Michel Celaya dispute 50 matchs avec l'équipe de France au cours desquels il marque 6 essais (18 points). Il participe notamment à neuf Tournois des Cinq nations de 1953 à 1961. Il en remporte cinq. 
Michel Celaya débute en équipe nationale à 22 ans le 28 février 1953 au poste de troisième ligne centre. Il joue régulièrement aux postes de deuxième et troisième ligne jusqu'à l'année 1961, disputant 50 matchs en 9 saisons. Il est même désigné capitaine pour douze rencontres de 1956 à 1958.

## Reconnaissance
Après sa disparition, Serge Blanco lui rend hommage : « Au Biarritz olympique, c'était une icône ! Il a fait vivre le BO. Il a entraîné toutes les équipes du club. Il s'occupait des formations de jeunes alors qu'il était international. Il avait le rugby dans le sang. Biarritz ne lui rendra jamais assez. Il mériterait une statue. [...] Pour moi, au BO, Michel Celaya vient au-dessus de tout même si les jeunes générations ne le connaissent pas forcément. ».
Pascal Ondarts met également en lumière toute sa reconnaissance : « Je lui dois ma carrière. [...] J’étais en France B. C’est lui qui entraînait les B, à l’époque. Il me faisait jouer pilier gauche alors que je jouais à droite en club. Je ne comprenais pas. Il m’a dit « fais moi confiance ». Quand j’ai été sélectionné avec le XV de France, il y avait Garuet à droite. J’ai fait 35 sélections à gauche. Michel Celaya savait... ».